# Alexisonfire
Alexisonfire ist eine kanadische Post-Hardcore-Band aus St. Catharines, Ontario.

## Name
Der Bandname ist eine Hommage an die Erotikdarstellerin und Prostituierte Alexis Fire. Nachdem diese erfahren hatte, dass sich die Band nach dem Namen ihrer Webseite benannte, drohte sie damit, Alexisonfire zu verklagen. Da sie den Namen allerdings nie hatte schützen lassen, musste sie davon ablassen. Ausgesprochen wird der Name als „Alexis on Fire“.

## Geschichte

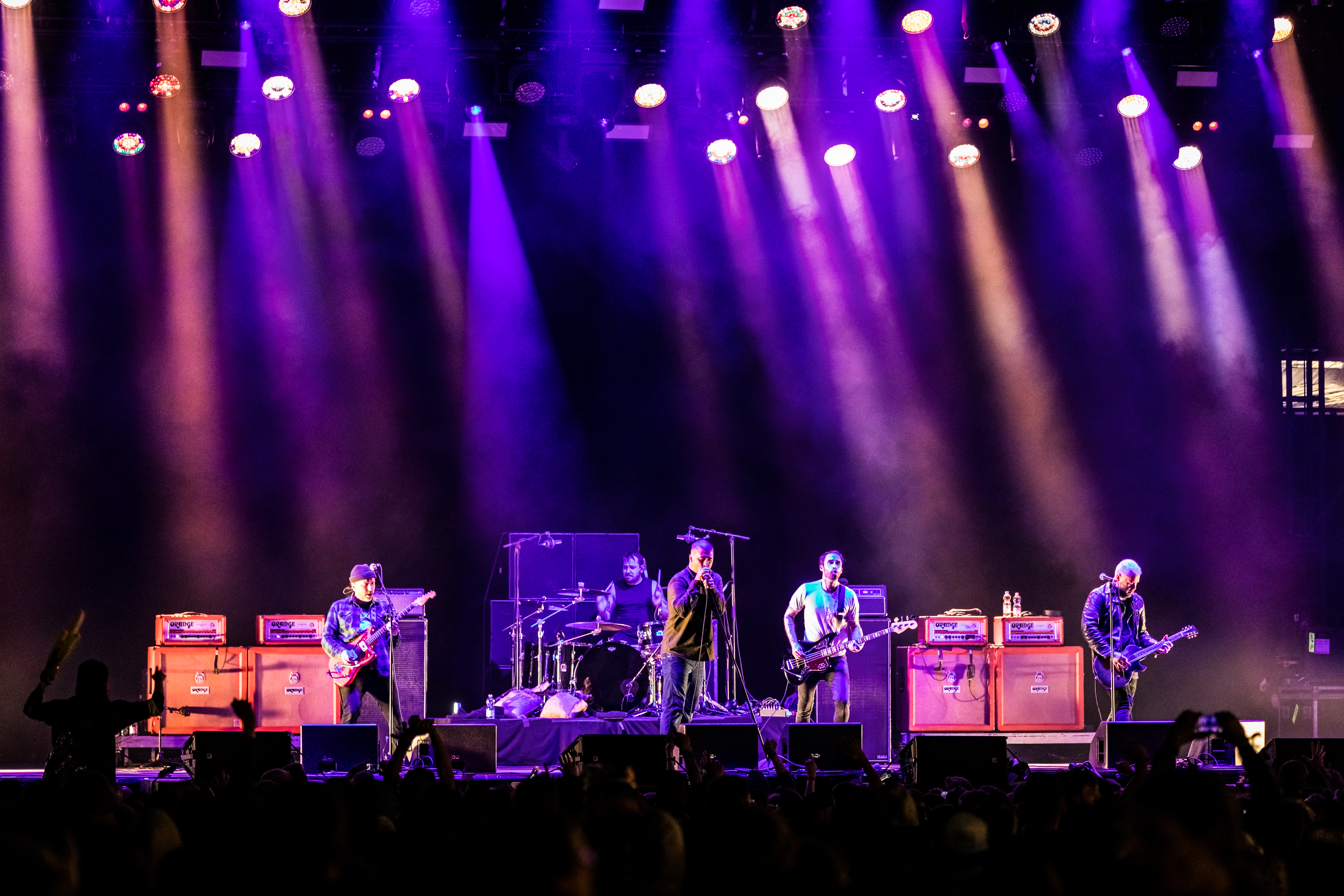
Alexisonfire live bei Rock am Ring 2018

Zusammengefunden haben sich die fünf Freunde im Jahr 2001 durch die Trennung dreier Bands. Die Band veröffentlichte im Jahr 2002 die EP Math Sheet Demos, auf deren Verpackung die Mathehausaufgaben des ehemaligen Schlagzeugers Jesse Ingelevics abgebildet waren.
Das Debütalbum, dessen Cover auf dem Text zu A Dagger Through the Heart of St. Angeles basiert, wurde im selben Jahr veröffentlicht. Durch die Unterstützung von Much Music wurde die Band bekannt. Das folgende Album Watch Out!, dessen Cover vom Song That Girl Possessed inspiriert wurde, erschien 2004.
Anfang 2005 tourten sie zusammen mit Rise Against durch Europa und Australien und gaben zahlreiche ausverkaufte Konzerte. Im Oktober 2005 startete die Band zusammen mit den britischen Bands The Blood Roses und Johnny Truant ihre erste Headlinertour durch Europa. In Glasgow ließen sich alle Bandmitglieder dieser Bands das Wort Yeti tätowieren. In einer Folge von The New Music, die es auf Much Music zu sehen gab, erklärten George Pettit und Dallas Green, dass die Idee zu ihrem „Yeti“-Tattoo durch den Film The Firm entstand.
Das dritte Album der Band trägt den Namen Crisis und ist am 22. August 2006 erschienen. Danach folgten diverse Touren auf der ganzen Welt, unter anderem auf der Vans Warped Tour in den USA und international als Support für Billy Talent und Anti-Flag.
Am 23. Juni 2009 erschien das vierte Album Old Crows/Young Cardinals. Am 29. Oktober 2010 erschien eine 4-Song-EP namens Dog's Blood bei Roadrunner Records.
Die Band gab im Februar 2011 bekannt, dass sie ihr fünftes Studioalbum herausbringen wollen und dafür schon neue Songs schrieben. Laut eigener Aussage sollte das Album heavier und stärker klingen als all das, was sie bisher veröffentlichten. Es werde „so heftig, dass (die EP) Dog's Blood wie eine Ska-Platte aussieht“.
Am 5. August jedoch gab die Band bekannt, dass sie sich auflösen wollen. Als Grund heißt es in einem Statement, dass sowohl Gitarrist/Sänger Dallas Green als auch Gitarrist Wade McNeil die Band verlassen werden.
Am 4. Dezember 2012 veröffentlichte die Band noch eine letzte EP mit 6 Acoustic-Interpretationen von Songs aus ihren vorherigen Alben. Beteiligt hier waren aber lediglich Wade McNeil und Dallas Green, die sowohl die Gitarren, als auch den kompletten Gesang übernommen haben.
Am 9. März 2015 gab die Band über ihre sozialen Kanäle, darunter auch ein neu angelegter Instagram-Account, ihre Wiedervereinigung bekannt, die von einer Festival-Tour im selben Jahr begleitet wird.
Anfang 2019 veröffentlichte die Gruppe die beiden Singles Familiar Drugs sowie Complicit. Dies waren die ersten neuen Lieder, nach fast 10 Jahren der kreativen Schaffenspause.

## Stil
Die Texte reichen von Beziehungsproblemen bis hin zum Go-Karting. Ab dem Album Crisis wurden auch vermehrt ernste politische sowie humane Themen aufgegriffen. Charakteristisch sind George Pettits intensive Schreie, die melancholischen Gesangsmelodien von Dallas Green und Wade McNeils rauer Gesang.

## Trivia
Fans, die sich ein Alexisonfire-Tattoo haben stechen lassen, erhielten früher auf Anfrage auf der ganzen Welt freien Eintritt zu einem Konzert der jeweiligen Tour.

## Auszeichnungen
- Pulmonary Archery – „Best Video“ – 2004 bei den Canadian Independent Music Awards (Pulmonary Archery war der erste Nummer-1-Hit einer „Hardcore“-Band).
- VideoFACT-Award – 2004 – MuchMusic Video Awards
- New Group of the Year – 2005 – Juno Awards.
- Das Video zu Accidents gewann als Best Independent Video bei dem MuchMusic Video Awards 2005.
- Die Band wurde nominiert für den Peoples' Choice Award als Favourite Canadian Group, verlor aber gegen Simple Plan.

## Diskografie

### Studioalben
| Jahr | Titel Musiklabel                               | Höchstplatzierung, Gesamtwochen, AuszeichnungChartplatzierungen (Jahr, Titel, Musiklabel, Platzierungen, Wochen, Auszeichnungen, Anmerkungen) | Höchstplatzierung, Gesamtwochen, AuszeichnungChartplatzierungen (Jahr, Titel, Musiklabel, Platzierungen, Wochen, Auszeichnungen, Anmerkungen) | Höchstplatzierung, Gesamtwochen, AuszeichnungChartplatzierungen (Jahr, Titel, Musiklabel, Platzierungen, Wochen, Auszeichnungen, Anmerkungen) | Höchstplatzierung, Gesamtwochen, AuszeichnungChartplatzierungen (Jahr, Titel, Musiklabel, Platzierungen, Wochen, Auszeichnungen, Anmerkungen) | Anmerkungen                                                |
| Jahr | Titel Musiklabel                               | DE | UK | US | CA | Anmerkungen                                                |
| ---- | ---------------------------------------------- | --- | --- | --- | --- | ---------------------------------------------------------- |
| 2003 | Alexisonfire Distort Entertainment             | — | — | — | CA— PlatinCA | Erstveröffentlichung: 31. Oktober 2002 Verkäufe: + 100.000 |
| 2004 | Watch Out! Distort Entertainment               | — | — | — | CA6 Platin · (32 Wo.)CA | Erstveröffentlichung: 8. Juni 2004 Verkäufe: + 100.000     |
| 2006 | Crisis Distort Entertainment                   | — | UK72 (1 Wo.)UK | US189 (1 Wo.)US | CA1 Platin · (27 Wo.)CA | Erstveröffentlichung: 22. August 2006 Verkäufe: + 100.000  |
| 2009 | Old Crows / Young Cardinals Dine Alone Records | — | UK70 (1 Wo.)UK | US81 (1 Wo.)US | CA2 Platin · (17 Wo.)CA | Erstveröffentlichung: 23. Juni 2009 Verkäufe: + 80.000     |
| 2022 | Otherness Dine Alone Records                   | DE40 (2 Wo.)DE | UK67 (1 Wo.)UK | — | CA2 (1 Wo.)CA | Erstveröffentlichung: 24. Juni 2022                        |

### Livealben
- 2024: Live Born & Raised 2022, St Catharines ON

### EPs
- 2002: Math Sheet Demos
- 2005: The Switcheroo Series (Split-EP mit Moneen)
- 2010: Dog's Blood
- 2012: Death Letter

### Singles
| Jahr | Titel Album                                 | Höchstplatzierung, Gesamtwochen, AuszeichnungChartplatzierungen (Jahr, Titel, Album, Platzierungen, Wochen, Auszeichnungen, Anmerkungen) | Höchstplatzierung, Gesamtwochen, AuszeichnungChartplatzierungen (Jahr, Titel, Album, Platzierungen, Wochen, Auszeichnungen, Anmerkungen) | Höchstplatzierung, Gesamtwochen, AuszeichnungChartplatzierungen (Jahr, Titel, Album, Platzierungen, Wochen, Auszeichnungen, Anmerkungen) | Anmerkungen                                                |
| Jahr | Titel Album                                 | UK | US | CA | Anmerkungen                                                |
| ---- | ------------------------------------------- | --- | --- | --- | ---------------------------------------------------------- |
| 2006 | This Could Be Anywhere in the World Crisis  | — | — | CA— GoldCA | Erstveröffentlichung: 20. November 2006 Verkäufe: + 40.000 |
| 2009 | Young Cardinals Old Crows / Young Cardinals | — | — | CA48 Gold · (5 Wo.)CA | Erstveröffentlichung: 12. Mai 2009 Verkäufe: + 40.000      |
| 2009 | No Rest Old Crows / Young Cardinals         | — | — | CA95 (1 Wo.)CA | Erstveröffentlichung: 2009                                 |
| 2010 | The Dead Heart Aussie Tour 7inch            | — | — | CA84 (2 Wo.)CA | Erstveröffentlichung: 2011                                 |